# Código civil

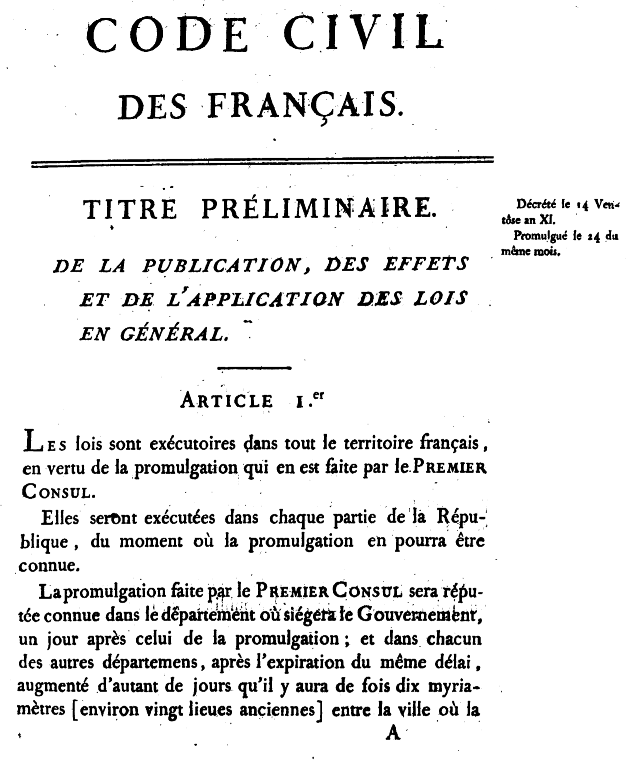
Portada del Código Civil de Francia o Código napoleónico, de 1804. El Código napoleónico fue el primer y más importante código civil.

Un código civil es un conjunto unitario, ordenado y sistematizado de normas de Derecho privado, es decir, un cuerpo legal que tiene por objetivo regular las relaciones civiles de las personas físicas, jurídicas, privadas o públicas. En este último caso siempre que actúen como particulares desprovistas de imperium.
A partir del siglo XIX, todos los países de Europa e Iberoamérica y varios de África, Asia y Oceanía, han promulgado códigos civiles. No obstante, la primera ley que utilizó esta denominación fue el Codex Maximilianeus Bavaricus Civilis de 1756 (de Baviera); le siguió, en 1792, un cuerpo legal que incluía Derecho civil, penal y político, el Allgemeines Landrecht für die Preussischen Staaten (de Federico II de Prusia). De todas maneras, ambos aún no satisfacían los cánones del movimiento codificador moderno del Derecho.

## Codificación civil
El código que de manera sobresaliente recogió las exigencias, que fueron concebidas a partir de la Ilustración, sobre la forma que debía tener un cuerpo legislativo moderno, fue el Code Civil que promulgó Napoleón en 1804, razón por la cual también es conocido como Código de Napoleón. Este resultó ser el modelo que, por imitación o imposición, se expandió por los países europeos y americanos.

### Codificación europea
En 1804, se aprueba en Francia el Code Civil o "Código de Napoleón". En 1812, Austria promulga su código civil, el Allgemeines Bürgerliches Gesetzbuch.
Italia y Portugal promulgan sus códigos civiles en 1865 y 1867, respectivamente. 
En 1889, España promulga su Código Civil, bajo el impulso del jurista Manuel Alonso Martínez; no obstante, el proceso codificador vivió numerosos intentos previos, siendo de especial relieve el proyecto de Código Civil de García Goyena de 1851, el cual fracasó –como el resto de iniciativas– por la falta de acuerdo de cómo articular el complejo asunto de los Derechos forales dentro del código.
En 1900 Alemania dicta el Bürgerliches Gesetzbuch (BGB), obteniendo la ansiada unificación jurídica. 
Suiza en 1907 promulga el Zivilgesetzbuch. En 1942 se aprueba el nuevo Código Civil italiano, en el que se incorporó el Código de Comercio, y en 1966 Portugal hace lo propio.
Desde el año 2002 con la Primera ley del Código civil de Cataluña, diversas leyes del Parlamento de Cataluña han ido aprobando los sucesivos libros del Código civil de Cataluña. Este ha reemplazado la práctica totalidad de la Compilación del derecho civil de Cataluña, diversas leyes especiales y dos códigos parciales. Solo queda por aprobar el Libro sexto, relativo a las obligaciones y contratos.
En 2002, el BGB sufrió una profunda reforma en el Derecho de obligaciones que, es posible, ejercerá una importante influencia en el resto de ordenamientos continentales.

### Codificación en el continente americano
El primer código civil dictado en América fue el de Luisiana de 1804, inspirado en el proyecto de 1800 del Code Civil, conocido como el Projet de l'an VIII; sin embargo, en 1808 aprueba un Digeste de la loi civile. 
En 1825, Haití promulga un Code Civil, que no era más que una copia del napoleónico; mientras Luisiana deroga su Digeste, reemplazándolo por el Code Civil de l'État de la Lousianne, durante el mismo año (1825).

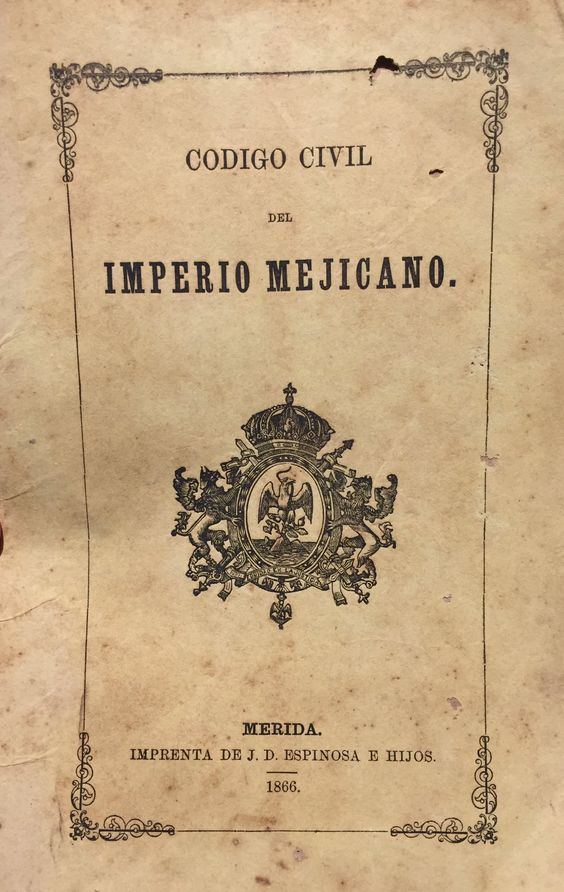
Código Civil del Imperio Mejicano, 1866.

El estado mexicano de Oaxaca promulga el primer código civil de Hispanoamérica en 1827, copiando el Code Civil. Más tarde, en 1830, el código civil de Bolivia, una copia resumida del francés, es promulgado por Andrés de Santa Cruz. Este último, (el código de Santa Cruz), con escasos cambios fue adoptado por Costa Rica en 1841. República Dominicana, en 1845, confiere vigencia al código napoleónico original, es decir, en francés (publicando en 1884 una traducción al español). En 1852, Perú promulga su código civil (a partir de un proyecto de 1847), que no era una simple copia o imitación del francés, sino que presenta un texto más original y basado en el derecho castellano (de raigambre romanista) que anteriormente rigió en su territorio.
Chile promulga su código civil en 1855, una obra original respecto al código francés tanto en el esquema como en su contenido (cercano al derecho castellano antes vigente en dicho territorio) que fue redactada por Andrés Bello (iniciada hacia 1833). Este código fue adoptado íntegramente por Ecuador en 1858; El Salvador en 1859; Venezuela en 1862 (solo durante ese año); Nicaragua en 1867; Código Civil de Uruguay de 1868, Honduras en 1880 (hasta 1899 y, nuevamente, desde 1906); Colombia en 1887; y por Panamá (después de su separación de Colombia) desde 1903. Ha sido hasta el día de hoy, el código civil más influyente y citado de América Latina.
En 1865, la provincia canadiense de Quebec promulga el Code civil du Bas-Canada (o Civil Code of Lower Canada). Entre 1860 y 1865 el jurista brasileño Augusto Teixeira de Freitas publicó un proyecto inconcluso de Código Civil conocido como Esbozo de Freitas (Esboço do Código Civil) , que tuvo gran influencia en los códigos civiles dictados en América y Europa a partir de esa fecha. Uruguay promulga su código civil en 1868 y Argentina en 1869, obra de Dalmacio Vélez Sársfield. Paraguay adopta el código argentino en 1876 y al año siguiente (1877) Guatemala adopta el código peruano de 1852.
En 1904 Nicaragua reemplazó su código civil de 1867, adoptando el código argentino. En 1912 Brasil dictó su código civil, con lo que se considera terminado el periodo de las codificaciones en Iberoamérica. Panamá en 1916 decide adoptar un nuevo código civil, en reemplazo del código de 1903. En Cuba se mantuvo vigente el Código Civil de España de 1888 hasta 1987, año en que fue aprobado el Código Civil de Cuba Ley 59, de 547 artículos y cuatro libros, por la Asamblea Nacional del Poder Popular.